# Archiv für Geflügelkunde/European Poultry Science
Archiv für Geflügelkunde/European Poultry Science is een internationaal, aan collegiale toetsing onderworpen wetenschappelijk tijdschrift op het gebied van de veeteelt.
De naam wordt in literatuurverwijzingen meestal afgekort tot Arch. Geflugelkd.